# ビッグ・シック ぼくたちの大いなる目ざめ
『ビッグ・シック ぼくたちの大いなる目ざめ』（ビッグシック ぼくたちのおおいなるめざめ、The Big Sick）は2017年のアメリカ合衆国のロマンティック・コメディ映画。監督はマイケル・ショウォルター、出演はクメイル・ナンジアニとゾーイ・カザンなど。パキスタン出身のアメリカ人でコメディアンとして活動しているクメイル・ナンジアニから妻のエミリー・V・ゴードンとの実体験を聞かされたジャド・アパトー監督らがプロデュースを務め、ナンジアニが妻とともに脚本を執筆した作品で、都会を舞台にした異人種間の恋愛を描いている。
第90回アカデミー賞で脚本賞にノミネートされたほか、多数の映画賞で脚本賞などにノミネートされた。

## ストーリー
クメイルはエミリーと交際していたが、彼の両親は保守的なムスリムであったため、息子が白人女性と恋に落ちたことをよく思っていなかった。そんなある日、エミリーが謎の病に倒れてしまう。クメイルはエミリーの両親のサポートを受けながら彼女の闘病生活を支えていくこととなる。

## キャスト
- クメイル・ナンジアニ: 本人 - パキスタン出身のスタンダップコメディアン。
- エミリー・ガードナー（英語版）: ゾーイ・カザン - クメイルの恋人の白人女性。
- ベス・ガードナー: ホリー・ハンター - エミリーの母親。
- テリー・ガードナー: レイ・ロマーノ - エミリーの父親。
- アズマト・ナンジアニ: アヌパム・カー - クメイルの父親。
- シャーミーン・ナンジアニ: ゼノビア・シュロフ - クメイルの母親。
- ナヴィード・ナンジアニ: アディール・アクタル（英語版） - クメイルの兄。
- ファティマ・ナンジアニ: シェナズ・トレジュリー（英語版） - ナヴィードの妻。クメイルの義姉。
- CJ: ボー・バーナム - クメイルの友人。スタンダップコメディアン。
- メアリー: エイディ・ブライアント - クメイルの友人。スタンダップコメディアン。
- クリス: カート・ブローノーラー（英語版） - クメイルの友人でルームメイト。スタンダップコメディアン。
- ジェシー: レベッカ・ナオミ・ジョーンズ（英語版） - エミリーの友人。

## 製作
2015年12月、フィルムネイション・エンターテインメントとアパトー・プロダクションズはクメイル・ナンジアニとエミリー・V・ゴードンが自分たちの実体験を題材に執筆した脚本を映画化すると発表した。2016年2月、ゾーイ・カザンが本作に出演すると報じられた。4月、ホリー・ハンターとレイ・ロマーノの出演が決まった。5月、エイディー・ブライアント、ボー・バーナム、カート・ブローノーラー、アディール・アクタルが本作に出演するとの報道があった。6月には、アヌパム・カーの出演が決まった。カーの起用を推薦したのは、ナンジアニの父親であった。なお、カーにとって本作は500本目の出演作となった。
2016年5月11日、本作の主要撮影が始まった。

## 公開
2017年1月20日、本作はサンダンス映画祭でプレミア上映された。アマゾン・スタジオズとフォックス・サーチライト・ピクチャーズが激しい配給権獲得競争を繰り広げ、最終的に前者が1200万ドルで本作の配給権を獲得した。その後、アマゾン・スタジオズはライオンズゲートと共同で本作を配給すると発表した。

## 評価
本作は批評家から絶賛されている。映画批評集積サイトのRotten Tomatoesには244件のレビューがあり、批評家支持率は98%、平均点は10点満点で8.2点となっている。サイト側による批評家の見解の要約は「面白くて、純情で、知的な作品だ。『ビッグ・シック ぼくたちの大いなる目ざめ』は訴求力のある主演2人と文化交流という主題を使って、ロマコメのスタンダードな形態が今なお掘り下げるべき新鮮な視座を残していることを証明している。」となっている。また、Metacriticには47件のレビューがあり、加重平均値は86/100となっている。なお、本作のCinemaScoreはAとなっている。
本作は2017年3月に開催されたサウス・バイ・サウスウエスト映画祭で観客賞を受賞した。